# Anastás Mikoyán
Anastás Hovhannesi Mikoyán (en armenio: Անաստաս Հովհաննեսի Միկոյան; en ruso: Анаста́с Ива́нович Микоя́н) (Sanahin, 13 de noviembrejul./ 25 de noviembre de 1895greg. - Moscú, 21 de octubre de 1978) fue un bolchevique y estadista soviético durante los años de Iósif Stalin y Nikita Jruschov. Era hermano de Artiom Mikoyán, quien fue el cofundador y uno de los diseñadores de las aeronaves militares MiG.

## Primeros años
Anastás Mikoyán nació en el pueblo armenio de Sanahin (ahora parte de Alaverdí). Se educó en un seminario en Tiflis, Georgia. Mikoyán después comentaría que sus continuos estudios de Teología lo acercaron más y más al ateísmo. En el colegio, tomó varios cursos sobre principios liberales y socialistas, y, a la edad de veinte años, se unió al grupo bolchevique dentro del Partido Obrero Socialdemócrata de Rusia, convirtiéndose en líder del movimiento revolucionario en el Cáucaso. Luchó en Bakú y Azerbaiyán contra fuerzas antibolcheviques; pero, en 1918, fue arrestado por las tropas intervencionistas británicas en Bakú. Tras ser liberado, continuó con su trabajo en el partido, y fue ascendiendo puestos en el mismo.

## Carrera en el Partido
Mikoyán apoyó a Stalin durante la lucha por el poder subsiguiente a la muerte de Lenin, y fue designado para formar parte del Comité Central del Partido Comunista en 1923. En 1926 se convirtió en comisario del pueblo para el Comercio Interior y Exterior, e importó ideas de Occidente, como la producción de bienes enlatados. En 1935 formó parte del Politburó, y estuvo entre los primeros líderes soviéticos en hacer viajes de buena voluntad a los Estados Unidos para impulsar la cooperación económica. Mikoyán también fue responsable de organizar el transporte de provisiones durante la Segunda Guerra Mundial; precisamente en este conflicto, su hijo, un piloto de la Fuerza Aérea Soviética, murió en combate cuando su avión fue derribado por cazas alemanes cerca de Stalingrado. En febrero de 1942 se convirtió en miembro del Comité de Defensa del Estado y, en marzo de 1946, acabada la guerra, en vicepresidente del Consejo de Ministros.
Mikoyán, Gueorgui Malenkov y otros líderes del Partido fueron considerados por Stalin para ser eliminados en una segunda Gran Purga; sin embargo, su muerte en 1953 se lo impidió. Mikoyán originalmente se manifestó en contra de que Lavrenti Beria fuera castigado; pero luego se moderó, en vista del gran apoyo entre los miembros del Partido a su arresto. Se mantuvo en el Gobierno tras el fallecimiento de Stalin, en el puesto de ministro de Comercio, bajo el mandato de Malenkov. 
En la lucha por el poder consiguiente al deceso del secretario general, apoyó a Jruschov, y fue nombrado vice primer ministro en reconocimiento a sus servicios. En 1956, Mikoyán fue uno de los redactores del «Discurso secreto» de Jruschov, que denunciaba el culto a la personalidad de Stalin. Mikoyán fue enviado a Hungría en octubre de 1956 para resolver la crisis causada por la sublevación contra el Gobierno comunista local; terminantemente se opuso a la decisión de Jruschov y el Politburó de usar tropas soviéticas, pues creía que tal acción destruiría la reputación internacional de la Unión Soviética. Según la reciente biografía de William Taubman, incluso amenazó con renunciar.[cita requerida]
En 1957, rehusó apoyar el intento de destituir a Jruschov liderado por Malenkov y Mólotov, y se convirtió en el aliado más cercano del secretario general. Sus motivos para apoyar a Jruschov fueron, en primer lugar, su apoyo a la desestalinización; y, en segundo lugar, su sospecha de que un triunfo de los conspiradores daría lugar a un retorno de las sangrientas purgas de la década de 1930.

## Carrera como diplomático
Mikoyán mantuvo numerosos puestos en el campo del comercio e hizo numerosas visitas a los Estados Unidos, Japón y México, a la vez que retuvo el cargo de vice primer ministro. Podría considerarse que Mikoyán continuó manteniendo visiones moderadas sobre la Guerra Fría y que estaba en desacuerdo con la actitud imprudente de Jrushchov durante la crisis de Checkpoint Charlie de 1961, y con el hecho de que hubiera abandonado la conferencia de París de 1960 sobre la crisis del U-2; actitudes que, creía, iban a mantener la tensión en su punto más alto durante la Guerra Fría por otros quince años. No obstante, durante su vida política, se mantuvo como el más cercano aliado de Jrushchov en los puestos más altos del Gobierno soviético.

### Relaciones con Cuba

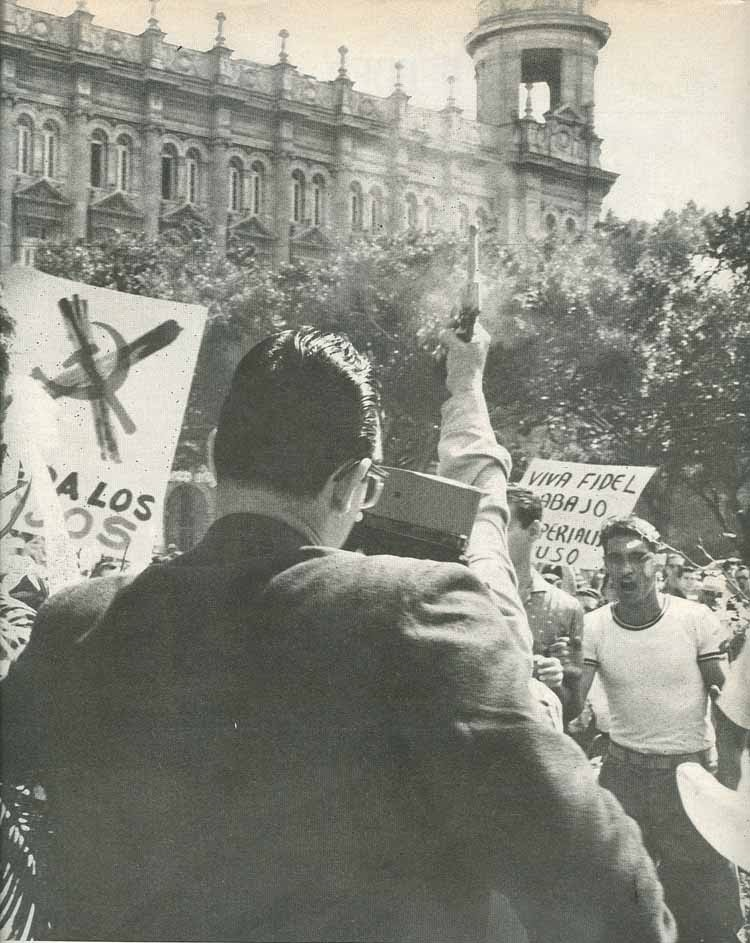
Protestas en contra de la visita de Anastas Mikoyan a Cuba.

El Gobierno soviético recibió con agrado la noticia del derrocamiento del dictador cubano Fulgencio Batista a manos de los guerrilleros de Fidel Castro en 1959. Nikita Jrushchov se dio cuenta del potencial de un aliado soviético en el Caribe, y envió a Mikoyán como uno de los altos diplomáticos en la región. Fue el primer oficial soviético que visitó la isla tras la Revolución cubana, y aseguró varios acuerdos comerciales con el Gobierno, incluyendo la exportación de petróleo de la Unión Soviética a cambio de azúcar cubano.

### Relaciones con los Estados Unidos
La liberalización de la política soviética a cargo de Jrushchov dio lugar a una mejora de las relaciones entre la Unión Soviética y los Estados Unidos a finales de la década de 1950. Como el principal embajador de Jrushchov, Mikoyán visitó los Estados Unidos varias veces, inspeccionando su sistema económico capitalista para luego contrastarlo con el de la Unión Soviética. A pesar de la enemistad que la Guerra Fría había causado entre las dos superpotencias, Mikoyán fue recibido de forma amigable entre los estadounidenses, entre ellos el político Hubert H. Humphrey, quien lo consideraba una persona que mostraba «flexibilidad de actitud». Sus visitas a los Estados Unidos también incluían almuerzos con ciertos senadores y el presidente Dwight D. Eisenhower.
Su importancia y posición social se puede medir por el hecho de que estuvo en el funeral del presidente John F. Kennedy, en 1963, representando a la Unión Soviética y reafirmando al presidente Lyndon B. Johnson que el Gobierno soviético nada tuviera que ver con el asesinato, a pesar de la participación por parte de Lee Harvey Oswald, quien había desertado por un tiempo a la Unión Soviética antes de su implicación en el asesinato.

## Participación en el golpe contra Jruschov
Para 1964, Mikoyán se había convencido de que Jruschov se había convertido en una carga para el Partido, y que planeó en noviembre de 1964 el golpe de Estado que puso a Leonid Brézhnev en el poder. Sin embargo, el biógrafo William Taubman niega tanto que eso sea cierto como la afirmación de que Mikoyán era el único miembro del Presídium (el nombre del Politburó en la época) que defendió a Jruschov.[cita requerida] Asegura que Mikoyán sí votó a favor de forzar el retiro de Jruschov —en el estilo tradicional soviético, el voto debía ser unánime—. Fue el único de los colegas de Jruschov que le deseó lo mejor en su retiro, a pesar de que nunca le volvió a hablar. Es posible especular que hizo eso porque habría sido políticamente un error mantener a Jruschov en el poder o porque para entonces dejó de tolerar a Jruschov. Su decisión de enviar flores a su funeral en 1971 tal vez fue por culpa o por cierto afecto hacia Jruschov o tal vez por ambas causas. 
Mikoyán mantuvo su influencia bajo el mandato de Brézhnev, y desempeñó el cargo de presidente del Presídium del Soviet Supremo entre julio de 1964 y diciembre de 1965. Después se retiró, y escribió sus memorias en 1970. Él y el futuro presidente del Consejo de Ministros, Alekséi Kosyguin, fueron los dos únicos oficiales superiores en el Gobierno soviético que renunciaron a su cargo voluntariamente. Murió el 21 de octubre de 1978, por causas naturales.

## Curiosidades
- Mikoyán era un cocinero talentoso y se dice que preparaba regalos para sus camaradas durante las vísperas de año nuevo con gran ahínco: a Stalin le hizo una bota de chocolate; a Malenkov, una mesa de chocolate; a Nikita Jrushchov, una botella de chocolate y a Lavrenti Beria, una pistola de chocolate.
- Cuando fue invitado a la cocina de Mikoyán, Beria, comentando sobre el bebab que había preparado, lo aclamó como "Camarada Maestro Culinario"; a lo que Mikoyán respondió: «Sí, sí, pero mi querido Lavrenti Pávlovich, en mi cocina no encuentras ni un solo maldito pedazo de carne humana.»[1]

| Precedido por: Leonid Brézhnev | Presidente del Presidium del Soviet Supremo de la URSS 1964 - 1965 | Sucedido por: Nikolái Podgorni |

### Libros
- Memoirs of Anastas Mikoyan: The Path of Struggle, Vol 1, 1988, Sphinx Press, por Anastás Ivánovich Mikoyán (Sergó Mikoyán, ed.), ISBN 0-943071-04-6

Su hijo, Stepán Anastásovich Mikoyán, un piloto de pruebas, ha escrito sobre su tío Artyom Mikoyán y su padre Anastás Mikoyán:
- Memoirs Of Military Test-Flying And Life With The Kremlin's Elite, 1999, Airlife Publishing Ltd., por Stepán Anastásovich Mikoyán, ISBN 1-85310-916-9
- Khrushchev: The Man and His Era, 2004, W. W. Norton & Company, por William Taubman, ISBN 0-393-32484-2

- Datos: Q152738
- Multimedia: Anastas Mikoyan / Q152738